# Spraglegga
Spraglegga är en bergstopp i Antarktis. Den ligger i Östantarktis. Norge gör anspråk på området. Toppen på Spraglegga är 2 270 meter över havet, eller 373 meter över den omgivande terrängen. Bredden vid basen är 3,5 km.
Terrängen runt Spraglegga är platt åt nordost, men åt sydväst är den kuperad. Trakten är obefolkad. Det finns inga samhällen i närheten. 